# Orchidasma amphiorchis
Orchidasma amphiorchis är en plattmaskart. Orchidasma amphiorchis ingår i släktet Orchidasma och familjen Telorchiidae. Inga underarter finns listade i Catalogue of Life.